# Warren A. Haggott

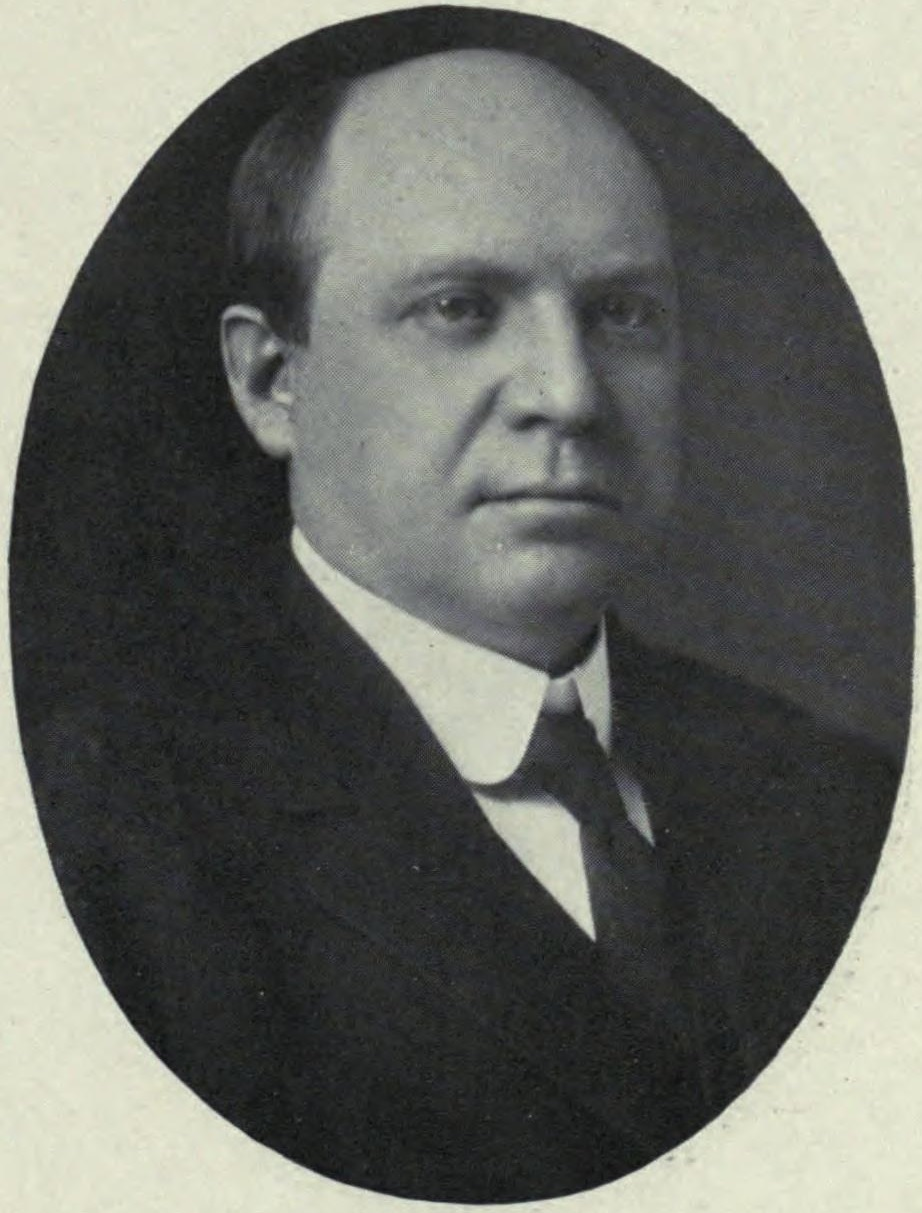
Warren A. Haggott

Warren Armstrong Haggott (* 18. Mai 1864 bei Sidney, Ohio; † 29. April 1958 in Denver, Colorado) war ein US-amerikanischer Politiker (Republikanische Partei). Er vertrat den Bundesstaat Colorado im US-Repräsentantenhaus und war dessen Vizegouverneur.
Nach dem Besuch der Grundschule in Sidney setzte Warren Haggott seine Ausbildung zunächst am Xenia College in Ohio fort. 1886 machte er dann seinen Abschluss am Valparaiso College in Indiana; im selben Jahr begann er im Dallas County (Texas) als Lehrer zu arbeiten. 1887 zog er ins Gilpin County in Colorado, wo er ebenfalls als Lehrer tätig war. Von 1888 bis 1889 war er Leiter einer Schule in Black Hawk; zwischen 1890 und 1899 übte er das Amt des Schulrats in Idaho Springs aus. Während dieser Zeit schlug Haggott auch eine Laufbahn als Jurist ein. Er studierte die Rechtswissenschaften und wurde 1892 in die Anwaltskammer aufgenommen. Nach dem Ende seiner Amtszeit als Schulrat eröffnete er dann eine Praxis in Idaho Springs.
Zwischen 1902 und 1903 übte Warren Haggott das Amt des Vizegouverneurs von Colorado aus; er war damit der Stellvertreter von Gouverneur James Bradley Orman. Im Jahr 1904 stand er dem Parteitag der Republikaner von Colorado als Chairman vor.
Schließlich erfolgte 1906 die Wahl ins Repräsentantenhaus in Washington. Haggott verbrachte zwei Jahre im Kongress und musste diesen nach missglückter Wiederwahl am 3. März 1909 wieder verlassen. In der Folge fungierte er von 1921 bis 1922 als Richter für den zweiten Gerichtsdistrikt von Colorado, danach war er zwischen 1925 und 1944 Präsident der Vermillion Oil Company. Bis 1951 arbeitete er auch weiter als Anwalt.